# Альма (співачка)
Альма, Алма (фр. Alma; справжнє ім'я: Александра Маке, фр. Alexandra Maquet; 27 вересня 1988, Ліон) — французька співачка. Представляла Францію на конкурсі «Євробачення» 2017 року в Києві з піснею «Requiem», та за підсумками фінального голосування посіла 12 місце.

## Життєпис
Псевдонім Альми утворений за першими двома буквами справжнього імені — Александра Маке.
Народилася 27 вересня 1988 у Ліоні. У неї є 2 молодші сестри.
У дитинстві з родиною жила в США, Італії та Бразилії.
Закінчивши торговий коледж, рік працювала в Мілані, але потім вирішила присвятити себе музиці. Почала брати уроки співу, композиції, сольфеджіо, сценічного вираження, обертатися в музичному середовищі. У підсумку підписала контракт з лейблом Warner Bros.
У червні 2016 у неї вийшов дебютний сингл «La chute est lente»
Пісня «Requiem», з якою вона представляла Францію на Євробаченні-2017 — це другий сингл з майбутнього альбому. Написав цю пісню Халед - французький співак і музикант алжирського походження.